# Niobrarasaurus
Niobrarasaurus („ještěr od moře Niobrara/vrstev Niobrara Chalk“) byl rod „obrněného“ ankylosaura z čeledi Nodosauridae, žijícího v období pozdní křídy na území dnešních USA (stát Kansas).

## Popis
Tento dinosaurus žil v lesnatých a pobřežních oblastech někdejšího Kansasu v období svrchní křídy (asi před 87 až 82 miliony let). Živil se zejména nízko rostoucími rostlinami a dosahoval délky okolo 5 až 6,5 metru a hmotnosti asi 4000 kg. Dnes známe pouze jediný druh, Niobrarasaurus coleii, formálně popsaný roku 1995. Jeho zkameněliny však byly objeveny již roku 1930 v sedimentech geologického souvrství Niobrara. Žil tedy v blízkosti někdejšího Velkého vnitrozemského moře.